# Raddon-et-Chapendu
 Raddon-et-Chapendu  es una población y comuna francesa, situada en la región de Franco Condado, departamento de Alto Saona, en el distrito de Lure y cantón de Faucogney-et-la-Mer.

## Demografía
| 827 | 822 | 798 | 779 | 791 | 835 | 895 |
| Para los censos de 1962 a 1999 la población legal corresponde a la población sin duplicidades (Fuente: INSEE [Consultar]) |     |     |     |     |     |     |